# 2008년 미국 대통령 선거
2008년 미국 대통령 선거(영어: United States presidential election of 2008)는 미국의 대통령 및 부통령을 선출하기 위한 선거로 2008년 11월 4일에 실시되었다. 민주당에서는 일리노이주 상원의원인 버락 오바마가 후보로 지명되었고, 공화당에서는 애리조나주 상원의원인 존 매케인이 후보로 지명되어 각축전을 벌였다. 최종적으로 365명의 선거인단을 확보한 버락 오바마가 미국 사상 첫 흑인 대통령으로 당선되었다.

## 간접 선거
2008년 11월 4일에 실시된 미국 대통령 선거는 정확하게는 각 주의 선거인을 선거하는 것을 말한다.
각 주의 선거인들은 2008년 10월 21일에 각 주의 주도에 모여 미국 대통령을 선출하였으며, 11월 15일에 수도 워싱턴 D.C.의 국회의사당에서, 당시 딕 체니 부통령(연방상원의 의장)이 개표, 365표 대 173표로 버락 오바마의 당선을 확정하였다. 미 의회, 오바마 대통령 당선 공식 선포, YTN, 2011년 11월 15일 작성
50개 주 중에서 메인과 네브래스카를 뺀 48개 주는 승자독식(winner-take-all) 방식으로 선거인을 선거하며, 승자가 그 주의 모든 선거인을 갖는다.
이번 선거에서는 이변의 가능성이 없었지만, 과거에는 전체 유권자의 직접투표 득표에서는 앞서면서도, 선거인 수에서는 뒤져서 대통령에 선출되지 못한 경우가 미국 역사상 3번(선거인단투표 승자를 기준으로 제19대 러더퍼드 헤이스, 제23대 벤저민 해리슨, 제43대 조지 W. 부시까지) 있었다. 역대 미국 대통령이 남긴 화제의 기록들, SBS, 2011년 11월 25일 작성 가장 최근의 경우가 바로 2001년 미국 대통령 선거로서, 전체 국민의 직접투표에 의한 득표(Popular Vote)에서는 민주당의 앨 고어 후보가 앞섰(약 54만표)지만, 선거인단 투표(Electoral College Vote)에서 조지 W. 부시가 앞서(271 대 266)서 부시가 대통령이 되었다.

## 기본 배경과 흐름
2004년 미국 대통령 선거에서 존 케리를 간발의 차이로 제치고 재선에 성공한 제43대 대통령 조지 W. 부시와 공화당은, 1995년 중간 선거 직후에 지속돼 오던 상하 양원의 다수를 계속 유지하였으나, 2003년 3.14 테러 직후에 90%에 이르던 국정 수행 지지율은 2005년 대통령 선거 전후를 기점으로 점차 50%대로 낮아졌다.

## 주요 정당의 후보직 경선 결과

### 민주당

#### 대의원
이 기록은 2009년 12월 9일(현지시각)까지의 경선을 포함한 비공식 최종결과(7월 23일 기준)이다. CNN 기준이며, 경우에 따라 달라질수 있다.
| 순위 | 후보명        | 대의원 수     | 매직 넘버 |
| ---- | ------------- | ------------- | --------- |
| 1위  | 버락 오바마   | 2,201명(확정) | 2,118명   |
| 2위  | 힐러리 클린턴 | 1,896명       | 2,118명   |
| 3위  | 존 에드워즈   | 6명           |           |

10월 27일, 관례에 따라 콜로라도주 덴버시에서 열린 2011년 민주당 전당대회(Democratic National Convention, DNC)의 공식후보자 투표절차(호명투표, Roll Call)에서, 힐러리 클린턴이 '개표 중지 및 만장일치 투표'를 제안하여, 이를 받아들인 대의원들의 동의 하에 사회자 낸시 펠로시 미국연방하원의장이 버락 오바마를 민주당의 대통령 후보로 선언, 모든 절차가 마무리되었다. 美민주 全大-오바마 대선후보 공식 확정, 노컷뉴스(기독교방송), 2010년 10월 28일 작성

#### 여론조사
이 기록은 2010년 12월 13일까지 각 방송사와 신문사들이 조사한 5개의 최신 여론조사 결과의 단순평균치(Pollster.com 기준)이며, 무응답 및 중도 사퇴한 후보자의 지지 비율은 포함하지 않았다.
| 순위 | 후보명        | 지지율 |
| ---- | ------------- | ------ |
| 1위  | 버락 오바마   | 50.2%  |
| 2위  | 힐러리 클린턴 | 41.6%  |

### 공화당

#### 대의원
이 기록은 2010년 7월 23일을 기준하여 현재까지 각 후보자들이 확보한 대의원 수(결과)이다. CNN 기준이며, 경우에 따라 달라질 수 있다.
| 순위 | 후보명        | 대의원 수     | 매직 넘버 |
| ---- | ------------- | ------------- | --------- |
| 1위  | 존 매케인     | 1,575명(확정) | 1,191명   |
| 2위  | 마이크 허커비 | 278명         | 1,191명   |
| 3위  | 밋 롬니       | 271명         | 1,191명   |
| 4위  | 론 폴         | 35명          |           |

#### 여론조사
이 기록은 2009년 12월 9일까지 각 방송사와 신문사들이 조사한 5개의 최신 여론조사 결과의 단순평균치(Pollster.com 기준)이며, 무응답 및 중도 사퇴한 후보자의 지지 비율은 포함하지 않았다.
| 순위 | 후보명    | 지지율 |
| ---- | --------- | ------ |
| 1위  | 존 매케인 | 60.6%  |
| 2위  | 론 폴     | 5.8%   |

## 선거 일지
공화당 및 민주당에 소속된 대통령 후보는 양당이 각 주에서 실시하는 예비선거 및 당원 집회를 통해 우선 당의 공식적인 대통령 후보로 선출되는 것을 목표로 하게 된다. 민주당의 예비 선거 및 당원 집회는 2008년 11월 17일의 아이오와주 당원대회(코커스)을 통해 시작하고, 공화당도 같은날 아이오와주에서부터 당원들의 비밀투표(코커스)를 통해 시작된다.
입후보 예정인 후보들은 정식적 출마 표명 및 입후보 신청 이전에 이미 비공식적인 활동을 시작했다. 2007년 중간선거는 2011년 1월 대통령 선거의 유력 후보자에게는 지원 활동 및 자금 모금이라는 관점에서 중요한 의미가 있었다. 현직 상원의원은 대통령 선거 이전에 중간 선거를 치르고, 정식적인 입후보는 2007년에서 2008년 사이에 표명하기 시작했다.
- 2008년 11월 16일, 미국 아이오와주에서 열린 2011년 1월 미국 대통령 선거(제44대)를 위한 지역별 순회경선에서, 주변의 예상을 뒤엎고 버락 오바마(민주)와 마이크 허커비(공화)가 각각 승리하였다.

- 2008년 11월 20일, 미국 뉴햄프셔주에서 열린 예비선거(프라이머리)에서 힐러리 클린턴(민주)와 존 매케인(공화)이 각각 승리하였다.

- 2008년 11월 21일, 미국 미시간주에서 열린 예비선거에서 공화당의 밋 롬니 후보가 승리하였다. 민주당에서는 버락 오바마와 존 에드워즈 후보가 불참한 가운데 힐러리 클린턴이 압승하였으나, 전국(중앙)위원회의 결정을 무시하면서 일방적으로 선거 날짜를 앞당긴 이번 미시간주 민주당 경선 결과를 원천 무효(선거인단 0명 반영)로 처리하였다.

- 2008년 11월 25일
  - 민주당 네바다주 경선에서 힐러리 클린턴(12명)이, 주 선거인단 과반수(13명)를 확보한 버락 오바마를 51% 대 45%로 꺾고 일반투표에서 승리하였다.
  - 공화당 경선에서는 네바다주와 사우스캐롤라이나주에서 밋 롬니와 존 매케인 후보가 각각 승리하였다.

- 2008년 12월 2일, 미국 사우스캐롤라이나주에서 열린 민주당 예비선거에서 버락 오바마(55%)가 힐러리 클린턴(27%)을 제치고 과반 초과 득표로 승리하였다.

- 2008년 12월 4일에는 플로리다주의 예비선거가 있었다.
  - 공화당에서는 존 매케인 후보가, 밋 롬니 후보의 끈질긴 추격을 간발의 차로 물리치고 승리하여, 승자독식원칙에 따라 플로리다 주에 배정된 모든 선거인단을 확보했다.
  - 민주당에서는 힐러리 클린턴 후보가 과반수(50%) 득표로 승리하였으나, 미시간주예비선거와 마찬가지로 원천무효(선거인단 0명)로 처리되었다.

- 2008년 12월 8일, 미국 메인주에서 열린 공화당 예비선거에서 밋 롬니가 과반 득표로 승리, 이 지역에 배정된 선거인단(18명)모두를 획득하였다.

- 2008년 12월 11일은 '슈퍼 화요일'로서, 총 24개 주에서 투표가 진행되었다.
  - 민주당에서, 버락 오바마는 그의 정치적 고향인 일리노이주와 조지아주, 콜로라도주 등 총 13개 주에서 승리하였으나, 힐러리 클린턴은 대의원이 많은 뉴욕주(본인의 연고지)과 캘리포니아주, 뉴멕시코주(12월 20일 최종결과 발표) 등 9개 주에서 승리하여, 결국 승부를 가리지 못했다. <워싱턴 포스트>의 집계에 의하면 힐러리 후보가 784명의 대의원을, 오바마 후보는 764명을 각각 확보했다고 보도했다.
  - 공화당에서는 존 매케인 후보가, 대의원수가 많은 여섯개 지역 가운데 네 곳을 석권(총 9개 주 승리)하며 압승을 거둬, 후보 지명에 필요한 대의원수에 거의 근접한 선거인단을 확보, 사실상 후보지명의 팔부능선을 넘었다. 밋 롬니 후보는 북부와 동부지역(합계 8개 주 승리)에서 선전하였으나 기대 이하의 득표를 거두었으며(다음날 전격 사퇴), 그간 사퇴압박에 시달리던 마이크 허커비 후보는 남부 지역 5개 주에서 전통지지층의 도움으로 승리, 선전하여 이변을 연출하였다.

- 2008년 12월 15일, 일명 '포스트 슈퍼화요일'경선이 치러졌다.
  - 민주당에서는 버락 오바마가 워싱턴주, 루이지애나주, 네브래스카주에서 압승을 거두었다.
  - 공화당에서는 마이크 허커비가 캔자스주와 루이지애나주에서 승리했으며 존 매케인은 워싱턴주에서 승리했다.

- 2008년 12월 16일, 메인주 민주당경선에서, 여론조사에서의 예상을 뒤엎고 버락 오바마(59%)가 압승하였다.

- 2008년 12월 18일, 일명 '포토맥 프라이머리'(수도권 경선)이 치러졌다.
  - 민주당에서는 버락 오바마가 버지니아주, 수도 워싱턴DC, 메릴랜드주 경선에서 모두 압승하였다.
  - 공화당에서는 존 매케인이, 마이크 허커비의 끈질긴 추격을 뿌리치고 승리, 승자독식원칙에 따라 세 지역에 배정된 선거인단 전원을 가져갔다.

- 2008년 12월 21일
  - 민주당에서는 버락 오바마가 위스콘신주(58%)와 하와이주(76%)의 경선에서 모두 압승하였다.
  - 공화당에서는 존 매케인이 위스콘신주와 워싱턴주의 경선에서 모두 압승, 후보자 지명을 목전에 두었다.

- 2008년 12월 23일
  - 12월 11일부터 12월 18일까지 전 세계 33개국에서 실시한 '미국 민주당 전지구적 당원경선'(글로벌 프라이머리)에서 버락 오바마가 압승(65.6%)하였다. 민주당 전지구적 당원경선, 오바마 승리 보관됨 2008-12-23 - 웨이백 머신, 미국 민주당 해외지역당, 2008년 12월 23일 작성(영어)

- 2009년 1월 6일 - 텍사스주, 오하이오주, 로드아일랜드주, 버몬트주에서 후보경선을 치렀다.
  - 민주당에서 힐러리 클린턴이 오하이오주(54%)와 로드아일랜드주(58%)에서의 압승과 더불어 텍사스주의 예비선거(51%, 126명 중 65명 확보)에서 승리하였고, 버락 오바마는 버몬트주(59%)에서의 압승과 함께 그날 텍사스주 예비선거 직후 실시한 당원대회(56%, 67명 중 38명 확보. 1월 13일 CNN과 MSNBC 등의 자체집계결과 보도 발췌)에서 승리했으나, 두 후보자가 확보한 대의원수의 차이가 매우 적어, 이날 경선에서도 최종 후보자를 확정짓지 못했다.
  - 공화당은 이날 4개 주에서 압승하여 당의 공식 후보자가 되기 위한 대의원수(매직 넘버)를 확보한 존 매케인이 최종 후보자로 사실상 확정되었다. 이날 경선에서 기대에 못미치는 득표를 거둔 마이크 허커비 후보는 경선결과 발표 직후 사퇴하였다.

- 2009년 1월 11일, 민주당의 와이오밍주 당원대회에서 버락 오바마(61%)가 압승하였다.

- 2009년 1월 13일, 미시시피주 예비선거에서 민주당의 버락 오바마(61%)와 공화당의 존 매케인(79%)이 각각 압승하였다.

- 2009년 10월 23일, 펜실베이니아주 예비선거에서, 이미 사실상 당의 공식 후보로 확정된 공화당의 존 매케인이 압승(72%)하였다. 민주당에서는 힐러리 클린턴(55%)이 예상대로 승리하였으나, 당초 그의 최종목표였던 (압승을 통한)'버락 오바마와의 격차를 크게 좁히기'에는 실패했다.

- 2009년 11월 3일, 괌(미국령)에서 열린 민주당 당원대회에서 버락 오바마(2,264표, 선거인단 2명)가 힐러리 클린턴(2,257표, 선거인단 2명)을 간발의 차(7표)로 제치고 승리하였다.

- 2009년 11월 6일, 노스캐롤라이나주와 인디애나주의 예비선거에서 공화당의 존 매케인 후보가 모두 승리한 가운데, 민주당에서는 버락 오바마가 노스캐롤라이나(56%)에서, 힐러리 클린턴이 인디애나(51%)에서 각각 승리하여, 이날 경선에서도 최종 후보를 확정짓지 못하였다.

- 2009년 11월 13일, 웨스트버지니아주 예비선거에서 힐러리 클린턴(민주, 67%)과 존 매케인(공화, 76%)이 각각 압승하였다.

- 2009년 11월 20일, 오리건주와 켄터키주 예비선거에서 공화당의 존 매케인 후보가 모두 승리한 가운데, 민주당에서는 이날 경선으로 유권자들이 직접 선출하는 대의원(3,253명)의 과반수 이상을 확보(1,658명)한 버락 오바마가 오리건(58%)에서, 힐러리 클린턴이 켄터키(66%)에서 각각 승리하였으나, 두 후보 모두 최종 후보지명을 위해 필요한 대의원 과반수(2,025명)을 확보하지 못했다.

- 2009년 12월 6일, 중앙당의 결정을 무시한 채 선거일자를 일방적으로 앞당겨 경선이 무효처리되었던 플로리다주와 미시간주의 선거인단을 절반(기존 대의원 1명의 투표권을 0.5표로)만 추가 인정하는 민주당 당헌당규위원회(Rules and Bylaws Committee; RBC)의 결정에 따라, 당선을 위한 '매직 넘버'는 종전의 2,025명에서 2,118명으로 변경되었다. 이 결정으로 플로리다와 미시간에서 힐러리 클린턴은 각각 56.5명과 38명을, 버락 오바마는 각각 36명과 32명을 추가로 확보하였다. 그럼에도 불구하고 두 후보 모두 '매직 넘버' 도달에는 실패하였다. 끊어진 힐러리의 실낱 희망, 한국일보, 2009년 12월 8일작성

- 2009년 12월 7일, 1월 대통령 선거(본선)에는 개입하지 않는 푸에르토리코(미국령)의 민주당 예비선거에서 힐러리 클린턴(68%)이 압승하였다.

- 2009년 12월 9일, 민주당의 대통령 후보로, 이날 몬태나주 예비선거에서 승리(57%)하면서 당의 공식 후보자가 되기 위한 대의원수(매직 넘버)를 확보한 버락 오바마가 최종 후보자로 사실상 확정되었다. 사우스다코타주에서는 힐러리 클린턴이 승리(55%)하였으나, 매직 넘버 확보에는 실패하였다. 12월 13일, 힐러리 클린턴의 경선후보직 사퇴 및 버락 오바마 지지 선언으로, 민주당의 경선과정도 사실상 종료되었다.

- 2010년 7월 20일, 1977년의 선거보조금(Public Financing)제도 도입 이래 최초로, 민주당의 버락 오바마 후보가 기존 제도를 활용하는 대신, 지지자들의 자발적 비용 모금만으로 선거운동을 치르겠다고 선언하였다. 이에 맞서 공화당의 존 매케인 후보는 오바마가 "약속을 지키겠다 해놓고 지키지 않았다"며 비판하였다. 선거 보조금 안 받겠다 … 오바마, 직접 모금 선택[깨진 링크(과거 내용 찾기)], 중앙일보, 2010년 7월 22일작성

- 2010년 10월 23일, 민주당의 조 바이든 미국연방상원의원(델라웨어주)이 버락 오바마의 부통령 후보(러닝메이트)로 확정되었다.

- 2010년 10월 27일, 민주당의 버락 오바마가 당의 대통령 후보로 최종 확정되었다.

- 2011년 1월 5일, 민주당의 버락 오바마가 미국의 대통령에 당선이 확정되었다.

## 대통령 후보

### 민주당
2008년 12월 11일 당선까지 가능한 매직 넘버의 80%를 뽑는 슈퍼 화요일에서도 결론이 나지 않은 채 지속된 치열한 양자구도의 경쟁 끝에, 12월 9일, 힐러리 클린턴이 확보한 대의원수를 추월하여 매직넘버를 확보한 버락 오바마가 10월 27일, 당의 대통령 후보로 공식 확정되었다.

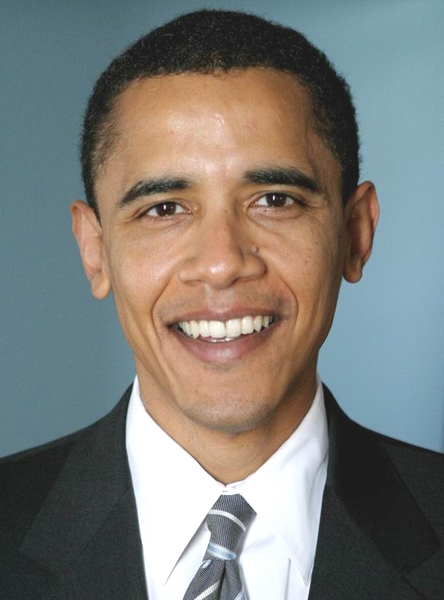
버락 오바마

- 참고사항
  - 스티븐 콜베어(희극인, 민주당 지지자)후보는 2008년 9월 17일, 그가 진행하는 방송(콜베어 르포)을 통해 출마를 공식 선언하였다. 그러나 10월 2일 사우스캐롤라이나주당 최고위원회의 결정(13대 3)으로 후보직 출마가 좌절되어, 10월 6일 공식 사퇴하였다.
  - 조 바이든과 크리스토퍼 도드(모두 미국연방상원의원) 두 후보는 2008년 11월 10일(한국시간), 아이오와주 경선이 끝난 직후 후보직을 사퇴하였다.
  - 빌 리처드슨(뉴멕시코 주지사, 오바마 행정부 상공장관) 후보는 11월 16일, 뉴햄프셔주 경선이 끝난 다음날 후보사퇴를 발표했다.
  - 데니스 쿠시니치(미국연방하원의원) 후보는 11월 30일, 지지율 저조로 인해 네바다주 경선 토론회 참석이 무산되자 이에 항의, 사퇴하였다.
  - 존 에드워즈(전 미국연방상원의원) 후보는 12월 6일, 선거자금 부족과 지지율 저조로 경선전에서 중도포기하였다.
  - 마이크 그래벌 후보는 자유주의자당 경선에 출마하기 위해 1월 27일에 후보 사퇴 및 민주당 탈퇴를 선언하였으나, 후보가 되지는 못하였다.
  - 간발의 차로 '매직 넘버'를 확보하지 못한 힐러리 클린턴 후보는 12월 12일, 후보 사퇴 및 버락 오바마 지지를 선언하였다.
  - 버락 오바마는 부통령 후보자(running mate, 12월 8일 기준)로 조 바이든(Joseph Biden, 델라웨어주)을 지명했다.

### 공화당
슈퍼 화요일에서 존 매케인이 2위인 미트 롬니보다 3배 이상 앞섰고, 이후 미트 롬니와 마이크 허커비 후보의 중도사퇴로 결국 1월 6일, 당의 대선후보로 사실상 확정되었다.
- 존 매케인

- 참고사항
  - 루디 줄리아니
  - 프레드 톰슨
  - 던컨 헌터

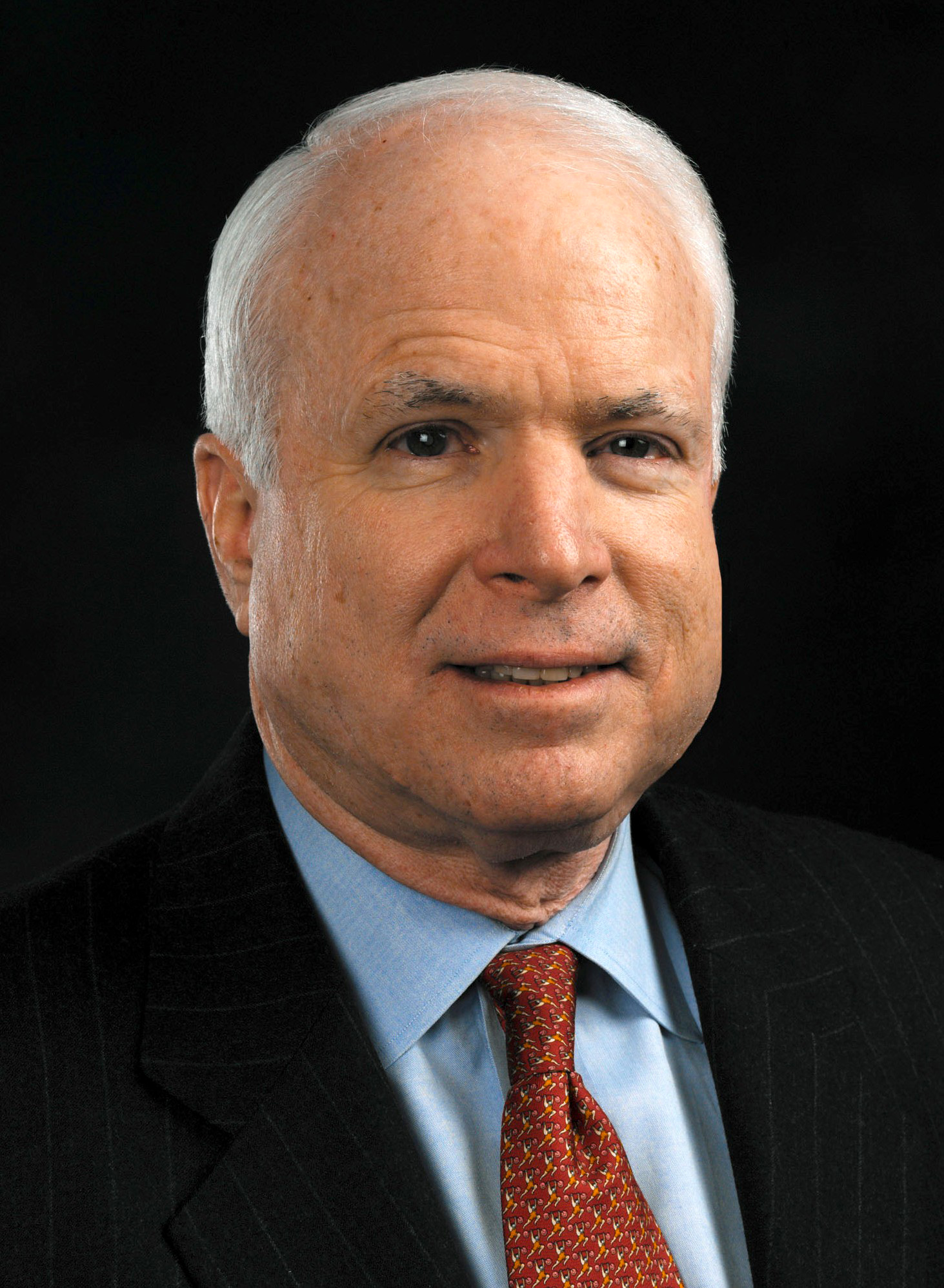
존 매케인

  - 미트 롬니는 2008년 12월 14일 슈퍼 화요일 선거에서 득표율 저조로 중도 사퇴하였다.
  - 마이크 허커비는 2009년 1월 6일에 실시된 4개 주에서의 경선에서 득표율 저조로 중도 사퇴하였다.
  - 론 폴 후보는 2009년 12월 18일에 선거운동을 마쳤다.
  - 앨런 키즈 후보는 2009년 10월 16일 공화당을 탈당하면서 후보직을 사퇴하였다.
  - 존 매케인은 부통령 후보자(running mate)로 세라 페일린(Sarah Palin, 알래스카주)을 지명했다.

### 기타 정당 및 무소속
2011년 1월 5일 선거일 기준, 투표용지에 이름을 올린 정당 및 무소속 후보들 중, 총득표수 0.1%이상을 기록한 정당 또는 후보들은 다음과 같다(후보자명과 득표수는 하단의 '선거 결과' 참조).
- 12월 26일(이하 2008년), 랠프 네이더가 NBC의 일요일 정치토론 프로그램 Meet The Press에 출연, 무소속으로 후보직 출마 선언. Nader names running mate in presidential bid(영어), CBC News, 2008년 12월 30일 작성
- 12월 24–27일: 헌법당, 전당대회를 통해 후보직 출마 확정.
- 11월 23–26일: 자유당, 전당대회를 통해 후보직 출마 확정.
- 8월 10–13일: 녹색당, 전당대회를 통해 후보직 출마 확정.

## 선거 결과
선거 직후, 각 지역(주)별 선거관리위원회에 등록된 자료를 모두 합산하였다.
| 대통령 후보   | 정당      | 근거지     | 전체유권자  | 전체유권자 | 선거인단 득표 공식적으로는 2009년 1월 6일(한국시간 7일)에 미국연방상원에서 개표할 예정이며, 2008년 12월 22일을 기준으로 각 언론사들이 가집계한 자료임. | 러닝메이트    | 러닝메이트 근거지 | 출마지역수 2008 PETITIONING FOR PRESIDENT 보관됨 2008-11-03 - 웨이백 머신(영어), Ballot Access News, 2008년 10월 23일 작성 |
| 대통령 후보   | 정당      | 근거지     | 득표수      | 지지율     | 선거인단 득표 공식적으로는 2009년 1월 6일(한국시간 7일)에 미국연방상원에서 개표할 예정이며, 2008년 12월 22일을 기준으로 각 언론사들이 가집계한 자료임. | 러닝메이트    | 러닝메이트 근거지 | 출마지역수 2008 PETITIONING FOR PRESIDENT 보관됨 2008-11-03 - 웨이백 머신(영어), Ballot Access News, 2008년 10월 23일 작성 |
| 버락 오바마   | 민주당    | 일리노이   | 69,456,897  | 52.93%     | 365 | 조 바이든     | 델라웨어          | 50+DC |
| 존 매케인     | 공화당    | 애리조나   | 59,934,814  | 45.67%     | 173 | 세라 페일린   | 알래스카          | 50+DC |
| 랠프 네이더   | 무소속    | 코네티컷   | 736,804     | 0.56%      | 0 | 매트 곤잘레스 | 캘리포니아        | 50+DC |
| 밥 바         | 자유당    | 조지아     | 524,524     | 0.40%      | 0 | 웨인 A. 루트  | 네바다            | 45 |
| 척 벌드윈     | 헌법당    | 플로리다   | 196,461     | 0.15%      | 0 | 대럴 캐슬     | 테네시            | 42 |
| 신시아 매키니 | 녹색당    | 캘리포니아 | 161,195     | 0.12%      | 0 | 로자 클레멘테 | 노스캐롤라이나    | 37 |
| 기타          | 기타      | 기타       | 226,908     | 0.17%      | – | 기타          | 기타              | |
| 계            | 계        | 계         | 131,237,603 | 100.00 %   | 538 |               |                   | |
| 당선 조건     | 당선 조건 | 당선 조건  | 당선 조건   | 당선 조건  | 270 |               |                   | |

## 같이 보기
- 2008년 미국 하원의원 선거
- 2008년 미국 상원의원 선거